# 菱田元四郎
菱田 元四郎（ひしだ もとしろう、1890年（明治23年）6月13日 - 1952年（昭和27年）11月6日）は、大日本帝国陸軍軍人。最終階級は陸軍中将。

## 経歴
1890年（明治23年）に東京府で生まれた。陸軍士官学校第23期卒業。1936年（昭和11年）に独立守備歩兵第29大隊長に就任し、1937年（昭和12年）に陸軍歩兵大佐に進級した。
1938年（昭和13年）に水戸連隊区司令官を経て、1940年（昭和15年）に関東軍第4軍第6国境守備隊長に就任し、1941年（昭和16年）に陸軍少将に進級。
1942年（昭和17年）に関東防衛軍兵器部長を経て、1944年（昭和19年）に歩兵第84旅団長に転補され、山西省臨汾湖周辺の警備に当たった。1945年（昭和20年）に陸軍中将に進級し、第116師団長に親補され、宝慶で警備に当たった。
1948年（昭和23年）1月31日、公職追放仮指定を受けた。

## 栄典
外国勲章佩用允許
- 1944年（昭和19年）3月30日 - 満州国：勲二位柱国章[5]